# Marcin Szymański (szachista)
Marcin Szymański (ur. 7 maja 1983 w Kielcach) – polski szachista, mistrz międzynarodowy od 2002 roku.

## Kariera szachowa
Wielokrotnie uczestniczył w finałowych turniejach o mistrzostwo Polski juniorów we wszystkich kategoriach wiekowych. W 1993 r. zdobył w Grudziądzu tytuł mistrza kraju juniorów do 10 lat. W roku 1998 zdobył w Krynicy srebrny, zaś w 1999 w Nowej Rudzie złoty medal mistrzostw kraju (oba w grupach do lat 16). Oprócz tego, czterokrotnie (1993, 1995, 1997, 1998) reprezentował Polskę na mistrzostwach świata oraz dwukrotnie (1995, 1998) - na mistrzostwach Europy juniorów. W roku 2001 podzielił I miejsce (wspólnie ze Stefánem Kristjánssonem) w turnieju kołowym w Ołomuńcu. W tym samym roku zdobył (w barwach klubu MKSz Rybnik) złoty medal na rozegranych w Wiśle drużynowych mistrzostwach Polski juniorów. W 2003 zwyciężył w kolejnym międzynarodowym turnieju, który odbył się w Suwałkach oraz podzielił I miejsca w otwartych turniejach na Ikarii oraz w Trzyńcu. W 2005 i 2006 dwukrotnie zwyciężył w turniejach rozegranych w Brnie. W 2011 roku zajął II miejsce w międzynarodowym turnieju w Ołomuńcu.

W 2023 roku wygrał organizowane na platformie chess.com Mistrzostwa w Szachach Dziennych. W turnieju tym wzięło udział 35,000 szachistów.
Najwyższy ranking w dotychczasowej karierze osiągnął 1 lipca 2005 r., z wynikiem 2435 punktów zajmował wówczas 36. miejsce wśród polskich szachistów.

## Życie prywatne
Siostra Marcina Szymańskiego, Maria, również jest szachistką i posiada tytuł mistrzyni międzynarodowej.